# 中井正広のブラックバラエティの企画
中井正広のブラックバラエティの企画（なかいまさひろのブラックバラエティのきかく）は日本テレビ系列で放送されている『中井正広のブラックバラエティ』の番組企画を記述する。特番のみの企画は『中井正広のブラックバラエティの特別番組』を参照。
毎週1～2コーナーで思い付きから始まるため、たびたび脇道にそれてしまい、ほとんどの企画が1回の放送に入りきらない。しかもエンディングでは「お約束の時間切れです」などわざわざ入りきらなかったことを認めるナレーションを入れたりもする。
ここでは過去2回以上放送されたもののみ紹介する。1回のみの放送については数が多いので省略とする。
また、この記事ではできる限り番組の呼び方に倣うため、中居正広は「中井」、竹山隆範は「さいとう」表記とする。かつては一時期、出川哲朗は「ヨシダマセキ」と表記していたが、最近は出川哲朗表記でも番組は成立している。

## 初期企画
今宵の学習テーマ
“学習バラエティー”という放送開始当初に掲げていたテーマに沿った初期のメインコーナー。普段見掛けるがあまり気にとめない物の製造過程や思わず“グッとくる”マイナーな開発・発明品と、それらを生み出す世の常識を超越した“ブラックマインドを持つ”社長を紹介。珍しい博物館・アミューズメント施設なども登場する。
黒バラ音楽館
企業のPRソング、市町村の啓蒙ソングなど、思わず“グッとくる”珍曲を紹介。
黒バラ紳士録
世の常識を超越した“ブラックマインドを持つ”人々を紹介。「学習テーマ」と内容は類似するが、こちらは人物が主体。
黒バラ通信録
番組宛に届いた視聴者からの“グッとくる”メールを適当に紹介。
知ちゃんに気持ちよく歌ってもらうことを勝手に真剣に考える会
オセロがかつてリリースした曲「おやすみ」を中島知子に改めて歌ってもらうために、東新橋ブラックシャーク団が様々な行動をする。中島本人は歌うことに対してあまり乗り気ではなかったが、長期に渡って行われた計画により、最終的にはしぶしぶ「おやすみ」のプロモーションビデオを撮影するに至った。
この企画以降、中島がよくいじられるようになった（タキシードセーラー、ハイレグさん、メイク、寝ぼけたような顔写真が使われるなど）。
中井さんの願いに対し可及的速やかに善処してまいりたい企画
中井が生まれ育った地、神奈川県藤沢市のみで使われていた「片瀬ゴマ」を捜索。最終的には見つかり片瀬ゴマを製作。人面石によって壊れたかにみえたがちゃんとできており完結した。
中井家の食卓 （黒(ブラ)ワザごはん）
中井と勝俣州和の雑談から生まれたコーナー。名称は伊東家の食卓をもじっている。「バター醤油ごはん」「お酢ごはん」「水かけごはん」など、ご飯を低コストな味付けで美味しく食べるレシピを視聴者に募集した。多数の黒ワザ料理の中から特にグッとくるレシピを紹介し、実際にスタジオで調理して味見し、黒ワザごはんに認定するか否かを判定した。しかし、判定があまりに厳しかったため実際に食卓入りしたものは数えるほどしかなかった。結局、レシピは中井・勝俣が番組内で開発したのをそのまま採用したものが多い。のちに、後述の「黒ワザごはんベースボール」へと発展する。なお、お酢ご飯はディスペンパックに材料を入れたものが作られ、実際に番組中で使用されていた。
中井家の食卓 黒ワザごはんベースボール
集まった黒ワザごはんのレシピからトップバッターからDH（指名打者）を含めた10組の「スターティングメンバー」を中井監督及び勝俣コーチが選び、各年代の野球チームと対戦する（野球対決に模した形式で野球チームに食べてもらい味の評価をさせる）企画。美味しいと感じたら○の札を挙げる。○1つにつき1点とし、5～6点ならシングルヒット、7点ならツーベースヒット、8点ならスリーベースヒット、9点ならホームラン、そして4点以下だとアウトになってしまう。3アウトで試合終了。対戦後は反省会が行われ、スタメンの入れ替えや新メンバーの作成が行われる。
- 中井が憧れとするプロ選手に挑んだジャイアンツOB&現役戦では、参加者が3人のみだったので1人当りが0～3点の札を上げて、その合計点で評価した。また、ランディ・ジョンソン戦では「OUT」「HIT」「HOME RUN」の3枚の札で評価した（HITはシングルヒットのみ）。
- コーナー自体は2006年2月19日で完結したが、番組設定では各種ごはんは現役続行となっている。ただし、なめ茸空きビンごはんは2006年4月23日の放送で正式に引退した。

中井さんの食べたいおかずを目的のわからないまま調査する会
黒ワザご飯ベースボールの続編。中井が希望した「安くても美味しい」おかずを何の目的もないまま調査。集まったおかずで中井が再びスターティングメンバーを結成し、大ブラックバラエティにて野球に関連した企画を行った。
全体的に大改造!!劇的ビフォーアフターをオマージュしたVTRになっており、これ以降食べ物が調理する様子や完成時の物撮りも同じようになっている。
あ・石九博
2005年のゴールデンウィークに汐留の日本テレビで、過去に番組で取り上げた社長たちが作ったグッとくる発明品を一堂に集結させ、愛・地球博に合わせて「あ・石九博」を開催した。夏休み期間中には「夏 あ・石九博」として再開催され、景品付きの近未来型アトラクションゲームに無料で参加できたほか、“中井家の食卓（バターご飯、お酢ご飯、水かけご飯）”と“良純大使のなるとおでん”が食べられる期間限定の"黒バラ食堂"が営業された。その後も放送時の夏休み期間中には規模こそ不定なものの、日テレ内でイベントを行っていた。
ダジャレ商品名当てクイズ
あ・石九博で中井が「ダジャレは嫌いじゃない」といったのがきっかけ。ダジャレで命名された商品の名前を当てるというもの。似たような傾向で命名された商品がいくつか紹介されたあと、それらをふまえて商品名を当てる。
黒バラ歌謡祭
「中井正広と中島知子を筆頭に日本全国の実力派歌手の中から黒バラ歌謡祭実行委員会が黒バラ歌謡祭にふさわしい参加歌手を選定し年末に歌謡祭を行う」という叩き文句と共に突然開催が発表された歌謡祭。ここでアリゾナ仕込みの歌声を聞かせる演歌歌手『嶺鶯(みねうぐいす)』（別名“八王子の美空ひばり”）が紹介され、以降番組内で数多くネタにされた。
- 歌謡祭自体は年末になっても開催されず、2005年12月25日の放送において“勿体なくて放送出来なかった”未放送VTRの一つとして嶺鶯の「ああ大学生」という曲のPVが放送されただけだった。

トリオイ・オリヌ・ピッグ
名前の由来はトリオイ（与作）・オリヌ（降りぬ）・ピッグ（豚）と、トリノオリンピックを意識している。世界各地のブラックマインドあふれる社長たちが発明した最新ハイテクグッズを紹介する。
嶋大輔さんがバランスボール世界1位にたどり着く事を大々的にバックアップする会
BUMON式で中井と共にバランスボールに挑戦したものの結果がふるわなかった嶋大輔が、後にバランスボールを購入し家で猛練習をしていたことが発覚。2006年4月16日放送分でバランスボールの大会があり、そこでチャンピオンになれば世界の頂点に立つ事になることがわかり世界一になることを夢見て企画が始動した。
パートナーとして佐々木健介と組み練習を行い「秋の分割スペシャル」で全国大会の選考会の模様を放送。オープン競技で3組中2位に輝き12月に行われる全国大会への出場権を獲得したが次の週の放送で半年間がんばってきたことはなかったことにと言われたことによって完結した。
これらは「バチンコファイトクラブ」と紹介され、本家「ガチンコ!」（TBS）と同じ垂木勉の煽りナレーションで進行した。その後も巨人との野球対決などのスポーツ企画ではこのようなガチンコ風演出が入ることがある。
カツラスポンサーをバレずに抜け目なく募集する会
カツラボクサーの異名をもつ小口雅之選手の「買う金はないけど、カツラをつけてカッコよく入場したい」という願いを叶えるべく、過去に紹介したカツラ販売会社「1082（トウハツ）」の臼井勲社長にスポンサーとしてカツラの提供をしてもらった。試合では完成したカツラを着用してリングインし、見事勝利した。
知ちゃんが気持ちよく筋を通しに行く事を全面的にバックアップする会
中島が剣劇をやりたいと言ったところ浅香光代が剣劇女優で舞台デビューさせてくれることを快諾、しかし、楽屋で浅香に対する愚痴をこぼしたことが発覚し謝罪とすることに。そのため、中井は「知ちゃんが気持ちよく筋を通しに行く事を全面的にバックアップする会」を企画。しかしこれは中島に対するドッキリで、数日前には中井がドッキリを計画。本当の内容は「中井さんが知ちゃんに最後までバレずに仕掛けたドッキリを全面的にバックアップする会」だった。一部浅香が暴走するハプニングがあったもののドッキリは成功した。
これ以降も番組では罰ゲームのひとつに「浅香先生に筋を通しに行く」が含まれるなどネタになっていた。
黒（ブラ）ほど!ザ・ワールド
「なるほど!ザ・ワールド」のパロディ。嶺鶯のPR大使に任命された勝俣が嶺鶯に会いに行くために久留米へ旅行した。久留米では自宅を発見し嶺鶯の旦那と会ったり、本人がいると思われるイベント会場へ移動するなどしたが、毎回肝心なところでカメラが謎の故障をしてしまい嶺鶯本人の映像を見ることはできなかった。

## クイズ企画
BUMON式
タイトルは「ブラックバラエティ式学習システム」の略。名称は公文式のパロディで、「KUMON式」の「O」の部分を人面石くんに変えるなど、マークまでそっくりになっている。
内容は、出演者が漢字の書き取りや小学校低学年のドリルなどに挑戦。テスト内容に関しては番組内でリクエストがあれば採用されることもあるが、そこはブラックバラエティらしく、中井が「球技をしたい」と言った時、本人は野球を望んでいたようだが実際は野球とは全く無関係であるバランスボールをやらされた。
また、回によってはご褒美を賭けて挑戦するようになり、正解数、または正解した問題の料理を終了後に食べることができるというシステムとなっている。
良純が地名の漢字の書き取りに挑戦したとき、過去3回連続で蕨市（わらびし）が出題されたが、1回も正解することはできなかった。また「知ってるのが当たり前の駅名編」の山手線の駅名の書き取りテストでは駒込駅が答えられなかったことで、御詫びの意を込めて駒込と蕨から要請されたPR大使の就任に応じている。
イベリコTheTベースボール
TheTとは、4つの木の棒を使い、シルエットの形を作るパズルのこと。10個ある問題の内1個に挑戦し、制限時間3分以内に完成させなければ1アウト。3アウトで終了。6個以上クリアで料理獲得。9個クリアでイベリコ豚を使った料理が食べられる。なお、ブラックな豚肉料理を1個食べれば1アウト帳消しに、2個食べればヒント（実寸大シルエットボード）が与えられる。
寿司貝合わせ
中井の出演する映画『私は貝になりたい』の上映開始記念として行われた。ルールは箱から出した貝殻と名前、寿司ネタを全て一致させたら正解、18問中14問正解で14品の寿司を1人食べることが出来る。以後1問正解ごとに1品と1人増え全問正解で全員が全種類の寿司を食べることが出来るが、間違えたびに罰ゲームとなる。
不動産クイズシリーズ
不動産の間取り図が好きな中井のために不動産の家賃を当てるクイズ。立地・築年数・間取りなどが提示された条件をもとにその物件の一か月の家賃がいくらかを当てる。第1回はワンルームから豪華なマンションまで9件を、第2回は特殊物件4件と豪華物件5件を、第3回は「もしもあんな場所にワンルームがあったら」という設定の元、夢のような場所（汐留日本テレビ最上階・東京タワー特別展望台など）にワンルームがあった場合の家賃を当てる。
大人テスト
黒バラ出演者は本当の意味で「大人」なのかを見極めるべく、敬語や席次、トラブル遭遇時の対処法など大人ならできて当然なマナー問題に挑戦する。
野球公式記録員クイズ
ベースは野球の良さを教えるトークにてザブングル・松尾が披露した公式記録員直伝のクイズ。上重聡アナが進行を務める。特定のシチュエーションで特定のプレーが行われた場合、記録上の判定がどうなるのかを当てる。
この企画で出題されたルールブックの盲点の1点が放送後の第94回全国高等学校野球選手権大会にて実際に発生した事に関し、ジャイアンツ直撃取材にて「本当に発生するとは」と中井と出題した阿部選手が言及する場面があった。
ジャイアンツ愛を確かめよう！クイズ ジャイアンツグランプリ
打倒ジャイアンツには愛も必要、というわけで、クイズグランプリ形式（すなわちジェパディ!の形式）で野球好き芸能人5人（さいとう、ビビる大木、神戸蘭子、今井翼、吉村禎章）と中井が対決。ジャンルは「原」「名場面」「モノマネ」「下半身」「ノンセクション」の5つ。
クイズ弱学王
「ジャイアンツには強いが地理に弱い中井」「三択に強いが漢字に弱いさいとう」のように、誰しも苦手なジャンル「弱学」があるということで、その弱学を克服してもらうためのクイズ企画。
ルールは3人4チームによる早押しクイズ。まずはそのジャンルを一番苦手とする1人のみに出題。不正解の場合は解答者を含むチームの3人で相談し解答、それでも不正解だった場合は全チームによる早押し。正解チームに20ポイント。書き問題は各チーム同テーマの問題に4問挑戦、1問正解で10ポイント。優勝チームにはケーキのご褒美。しかし、後編では、変な解答が続出したため｢限界です｣のテロップが３度も流れた。
第一回　黒バラのクイズジャービー
最終企画。ジャイアンツクイズの他過去に放送された黒バラの放送からクイズを出題する総集編。賭ける人と3人一組のチームに別れ早押し、ゲストの予想掛け金に応じて得点が決まる。優勝チームには豪華料理のご褒美。

## 良純関連
良純さんの笑い袋を繊細かつ豪快に近々に製作する会
良純の笑い声が笑い袋に似ていると言うことから、石原良純の笑い声で笑い袋をつくる企画がスタート。リクエストのあった「早いバージョン」「遅いバージョン」を含めた3種類の試作品が番組内で紹介され、さらに良純笑い袋を1万個製作するラインが組まれた。この後どうなったか不明になっていたが、2007年の汐留のイベントでは、30秒のぶら下がりに耐え、福引きにて当たった人に配布されていた。
良純さんへの大使依頼
以前のBUMON式で「蕨」が書けなかった良純が蕨PR大使に就任したことから、様々な“以前書けなかった市や街”からPR大使依頼が殺到。その中にBUMON式で書けなかった、山手線の駅の一つである駒込の商店会長からの手紙があり、現地調査を行うため「黒（ぶら）り途中下車の旅」を放送。スタジオでそれらを見た石原は熱意に押されPR大使に就任した。

### 旅行企画
良純とイク?
石原が前から行きたかった仙台に中井、中島、矢口真里と共に行く。後半では中井らがさまざまな方法で良純の人間性を確認しようとする。タイトルの「良純とイク?」はSMAPのコンサートツアー名「SMAPとイク?」をもじったもの。だが、途中ツアコン良純が行方不明になるハプニングが発生、緊急連絡をすることになった。(この時緊急連絡先の番号を言った時、090-○○○○-○○○○(○は効果音がかかった)　その後ツアコン良純が仙台市内を走って、ようやく車に着いた。
二分の-TWENTY FOUR-
富士サファリパークや河口湖を1泊2日で中井、中島、まゆ毛（良純）、熊田曜子の参加で旅行する企画。前作同様良純をいじる内容になっており、所々の映像の4分割や音声は24 -TWENTY FOUR-をオマージュしている。また、第5話と第6話の間に「特別編ひろし」が組まれ、舞台裏でVTRを見ていた舘ひろしが登場。バラエティ番組への出演はこれが初。
天気・気象要員まゆ毛 熱いメに、あう
企画の略称は「天象員熱いメ」で、最終回を迎えたばかりだった篤姫を意識している。また、企画のオープニングとなるVTR及びナレーションは参加者の人間関係の模様、主役のまゆ毛（良純）に降りかかるトラブルを歴史上の出来事のように映像として編集してある。
この時ナレーションは坂本るみ子が「奈良本るみ子」になったり垂木勉が「垂木川勉」と名前が変わっていた。
小田原市にある「小田原おでん会」から届いたビデオにて会長から「ぜひ来てほしい」と言われたため小田原に行くことに。企画の主役は練り全権大使のまゆ毛（良純）で、過去の仙台、河口湖の旅行で散々な目に遭わないよう「お酒なし」「お風呂ではまゆ毛が中井より先にあがる」という条件で旅行をすることになった。なお、ビデオには「（まゆ毛が）練り全権大使として仕事をしていないこと」や、他人事だと思っている中井に「（かつてBUMON式）で、東海道線の小田原周辺の駅が答えられず、市民ががっかりしていたこと」が指摘されていた。
全容は、2009年1月18日から9週にわたり放送。（現在のブラックバラエティ内で最長企画。）旅行の前、スタジオで中井は「買い物は（まゆ毛ではない）他の人が行く」「『手を貸して』と言われるまでまゆ毛に手を貸さない」「誰とでも楽しく出来る感じの人を呼ぶこと」を誓った。当日はまゆ毛、中井（ナレーションでは中井様と言われる）、中島（同じく中島の局と言われる）、小倉優子（ゆうこりん姫）、さいとう（西郷どんに引っかけさいとうどん）と合流し旅行。今回もスタッフと中井達がまゆ毛を中心にいじる内容で､熱いおでんを食べさせられる、冷凍庫に閉じ込められる、釣りの際一人防波堤に取り残される、みかん狩り（実際は肝試し）の際に粉まみれになるなど前回同様散々な扱いを受けた。

## 野球ゲーム企画
おかずストラックアウト、World super Bunt Attack、AMADOI2007については中井正広のブラックバラエティの特別番組を参照。
World Ultrabeef Baseball Classic 略して"WUBC"
2006年11月12日と11月19日に放送。食べたい焼肉は「普通がいい」と言う中井のために普通の近江牛を用意。みすじ、巻きロース、ジュラ紀の塩、近江牛リブロース、ハラミ、ホルモンの盛り合わせを賭けてWBCならぬ「WUBC」が行われた。ルールは機械から放たれるボールを1人につき10球打つ。フィールドには顔写真が貼られたボードがあり、ボールが当たった人がボールに書かれた料理を食べることができる。また特別ルールとして
- ボールがフェンスを越えると、ホームランとして無条件でボールに書かれた料理を獲得。
- 「満塁ホームラン」に当てれば打った人は全料理獲得。
- 「逆転満塁サヨナラホームラン」に当てれば全員全料理獲得。
- 「ハンターチャンス」と書かれたボードに当てれば、ボールの料理獲得に加え他の人から料理を一品横取り。

がある。
World super Bunt Attack2007
居酒屋メニュー好きな中井のために元巨人軍選手中井康之（以下中井氏）が経営する「護国寺なかい」のメニューをかけて、中井氏と川相昌弘（二人合わせて中井・昌弘）との対決方式バントゲームに挑んだ。
前半戦ルール
- 中井氏が投げるボールを黒バラメンバーがバントし、倒したボードに書いてある料理が獲得となる。1人3球勝負。

後半戦ルール
- 黒バラメンバーが投げるボールを川相がバントし、倒れた的に書かれている人が料理を獲得。ただし、中にはトラップも仕掛けられており、倒した場合は特定の人の獲得料理数が減らされる。同じく1人3球勝負。

帰ってきたAMADOI2007
せっかく中井のために用意した企画であるにもかかわらず中井が挑戦せずに終了してしまったためその救済企画。ルール等は同じであるが特別ルールが存在している。
- ゲーム開始時点では中井のみ餃子を食べる権利がなく、他の人は全員12個食べる権利を持っている。
- 中井のゲットボードの周りには他の人のプレートがあり、倒してしまうと書いてある個数分没収となる。

- 例）「実家が海苔問屋の人」「武相高校出身の人」「嫌いな男ランキング5年連続1位の人(※当時)」「新宿ツバメ会所属の人」など→出川が没収

- 中井が自分の的を倒した時点でゲーム終了。中井は12個。他の人は残った数だけ食べることができる。

## トランプゲーム企画
寿司トランプ
お寿司を賭けたババ抜き対決。トランプは黒バラドラマのものを使用。ルールは普通のババ抜きを行い、最後までババを持っていた人は寿司を食べられない。寿司は東京の高級寿司店のものが用意された。
寿司トランプリターンズ
七並べ対決、一回のゲームで三回以上パスをすると脱落。勝者三人には高級寿司店の寿司を食べられるが、敗者三人には復活した「中井家の食卓」（4位にはバター醤油ごはん、5位にはお酢ごはん、6位には水かけごはん）を完食しなければならない。
松茸トランプ
1kg7万円の松茸料理を賭けたババ抜き。ルールは普通のババ抜きを行い、最後までババを持っていた人は松茸料理を食べられない。但し、レモン1個を1分以内に食べれば松茸を食べる権利を得られる。
最終戦では、中井の発言から別のゲームを行うことになり、勝俣が提案した「超能力トランプ」を採用。シャッフルしたトランプの山を作り、順番に裏向きになった一番上のカードの数字を予想してカードをめくる。数字を当てた人から勝ち抜け、最後まで残った人は松茸料理を食べられない。スート（マーク）を当てる必要はないが、勝俣が「スペードの1(A)」と宣言し、見事に的中した。
カツカレーじゅんじゅん
松茸トランプの最中で中井からルール説明があったゲーム。じゅんじゅんとは、おいちょかぶに類似した関西が発祥とされるトランプのゲーム。中井家にて正月に行われるのが通例になっているため、中井家のルールで行われた。手持ちの「クレッシェンド紙幣」を5ゲームでどれだけ増やせるかを競い、一回戦はコーンスープ（六人中、上位四人が勝利）、二回戦はカツカレー（同じく上位三人が勝利）を賭けて勝負した。
二回戦の後、敗者三人が前述の「超能力トランプ」で勝負し、最初にカードの数字を当てた一人だけが敗者復活としてカツカレーを食べられた。
寿司寿司トランプ
前回の寿司トランプのポーカーバージョン。トランプはインターネットで注文できる写真付きの寿司トランプとスタッフが作成したうちわにカードを挟めるうちわ型フォルダを使用した。この回から出川の名前が「出川」から「ヨシダさん」に一時変わった。

## その他ゲーム企画
スマスマでやるようなワイワイ盛り上がって悔しいみたいなゲーム
2007年6月10日から3回に分けて放送。食べ物はお好み焼きチェーン店のお好み焼きと焼きそばを用意。
一回戦 どちらが多くはめられるかな? 都道府県パズル
お好み焼きを賭け、県名テストを行う。ルールは箱の中から都道府県のパズルを一つ引く。クレッシェンドくんはラッキーピースで、書かれた数（3つ、または5つ）を追加で引くことができる。パズルを嵌めるボードには距離があるため、そこまでは乗り物で移動。両チームには乗り物7種類の内1種類を選ぶボードがあり、紙を捲って決める。
二回戦 輪投げベースボール
一回戦と同じメンバーで輪投げで野球を行う。ルールは輪を一人3つ持ち、回転する野球場のボードに向けて輪を投げる。野球の守備位置（9ヶ所）に立てられた棒に輪を全て先に入れたチームが焼きそばを食べられる。当初は乗り物を使用するはずだったが、中井と勝俣が文句を言ったので普通の輪投げに変更された。
特別ルール
お好み焼き、または焼きそばが食べたいゲストのためにぶら下がり棒に30秒ぶら下がれば食べられる権利が与えられた。
大画面でファミコン
2008年3月から放送、大画面モニターを使ってファミコンで遊ぶ。
初回はエキサイトバイク、アルカノイド、スーパーマリオブラザーズなどをプレー。各ゲーム敗者には柑橘系果物を食べる罰。
2回目ではマリオ完全攻略に挑戦。ゲームオーバーの人は罰として辛いキノコ料理から1品食べる。途中から観客の手も借りながら進んでいったが、罰ゲームの強さが観客と自分とで強さが異なることにキレたボビー・オロゴンが暴走。配線を切ってしまったため強制終了となり、他の出演者から抗議が殺到した。実際には強制終了直前にボビーがファミコンの配線に手を触れていたため他の出演者がファミコンをプレイ中に画面が真っ暗であることに気付き犯人を探したら犯人がボビーであることが判明した。
3回目ではスーパーマリオ名人のkikaiさんが参加し、約6分でクリアしたお手本を見た後プレー。途中中島がコントローラの配線をカセットにぶつけてマリオがフリーズしたり、良純の早退するも最後はkikaiさんの助けを借りて完全制覇することができた。
企画内では助っ人の大山のぶ代が主演したアニメ『無敵超人ザンボット3』のオープニング主題歌『行け!ザンボット3』が多く使われた。
大画面でスーパーファミコン
前述の企画から1年半後。マリオ攻略時kikaiさんに最終面クッパ戦手前まで手伝ってもらったことに対し「中井さんの力でやっていないのでは?」との声が出たため白黒つけるべく2つの対戦型ゲーム（す～ぱ～ぷよぷよ、ストリートファイターII）をスーパーファミコンで対決することに。メンバーは中井、中島、勝俣、さいとう、さらに対戦ということでスポーツ界から元木大介（番組に出演した種田の高校の同級生）、竹原慎二、内藤大助の両元世界王者の7名にゲーマーの「ときど」さん「くまちょむ」さんを呼び2チームの対抗戦を行うことに。1人1試合ずつ戦い5試合×2ゲームの勝利数の多いチームは麹町のイタリアンが。負けチームは1.4kgの巨大料理を完食しなければならない。
メダルを増やしてお寿司を食べよう
サマーランドの遠足の残金が合計8250円あり、それをメダル50枚に換金。懐かしいゲーム（ピカデリーサーカス、新幹線ゲーム、ピンボール）に挑戦して増やし、合計100枚になればお寿司ゲット。さらに200枚で世界一周。500枚で宇宙旅行となる。
山本浩二VS具志堅用高
2010年に発足したプロボクシング・世界チャンピオン会が日本プロ野球名球会にならって設立されており、チャンピオン会副会長具志堅用高が「名球会と野球で対決したい」と発言。そこで、名球会現副会長であり、活躍の時期も同じ、そして20年以上の付き合いがある山本浩二と具志堅を呼び、2人の活躍の歴史を見た後、野球ではなく黒バラ恒例ゲーム対決（「スーパーマリオブラザーズ」、「ワニワニパニック」、「太鼓の達人」の3ゲーム）での勝負を行う。
打倒!ジャイアンツ 徹底的に集中力を鍛えよう
ジャイアンツに勝つために筋力トレーニング、ルールを理解するためのクイズを行った黒バラメンバー。続いては集中力が必要と坂本勇人、内海哲也、阿部慎之助に（カンペを読みながら）言われたため、アハ体験や集中力を高めるゲームに挑戦し集中力を鍛える。この企画では上重アナが司会進行、嗣永桃子がアシスタントとして登場する。なお嗣永は進行しつつメンバーに絡み、集中力を削りにかかってくる。
- アハ体験クイズ

番組の名場面からアハ体験クイズを出題。1問正解につき1ポイント、7問行い最下位が罰（苦丁茶、すっぱいレモン、ハバネロ麻婆豆腐の中からランダムで選んだ物を食べる）を受ける。
- パーフェクション

エポック社から発売されていた「パーフェクション」に挑戦。挑戦中は他の人は棒で突っついて妨害しても構わない。1分間にはめることができた数が一番少ない人が罰を受ける（ただし、VTR判定は行わずその場で集計するためズレが発生した）。
- ジャンボジェンガ

ここからは嗣永も参加。市販されている巨大ジェンガに挑戦。崩した人が罰を受ける。
打倒ジャイアンツ! 前へ前へ大運動会
打倒ジャイアンツを目指し体力・知識・集中力を鍛えた（?）黒バラメンバー。しかしまだまだ足りないものがある、というわけでサンフランシスコに取材を敢行。サンフランシスコ・ジャイアンツの本拠地AT&Tパークの近くで見つけた（サンフランシスコ）ジャイアンツファンに次に何を鍛えるべきかを聞いたところ、「前へ前への精神と諦めない心」との答えが。ランニングを30秒でダウンしたり筋トレをすぐにギブアップするなど、何でもすぐに諦めてしまう中井や、前へ前への精神が空回りする黒バラメンバーを鍛えるため、先日の女子中高生アイドルとのトーク企画で、強烈な前へ前へ精神と折れない心を見せつけたモーニング娘。とともに3チーム対抗運動会「前へ前へゲーム」に挑む。
ゲームは出川率いるゴルゴ松本・児嶋一哉（「ももクロ」と油性ペンで書かれたTシャツ着用）とモー娘。9期生の黄組、さいとう率いるサンミュージック軍団（髭男爵・スギちゃん)とモー娘。10期生の青組、中井率いる鈴木紗理奈・キャイ〜ン・岩尾望（菅谷梨沙子の顔写真がプリントされたTシャツ着用）と初々しさを失ったハロプロメンバー(道重さゆみ・田中れいな・嗣永桃子）の赤組による対決。司会進行は上重アナ。
この企画は全部で4週放送されたが、前置きの準備体操・イントロクイズ・壱回戦（バンジーラン）はそれぞれ1週分丸ごと時間を割いて放送されたのに対し、後半の弐回戦（ポートボール）と最終戦（鬼ごっこ）はゲーム中にひぐち君が張り切りすぎてパンツ一丁になるなどグダグダな展開になったため、内容を大幅にカットされ1週分の半分程度にまとめられて放送された。
- 準備体操

嗣永の指導の下、出場者全員で『ももち！許してにゃん体操』を行う。身内のはずのモー娘。を含めて大半のメンバーが微妙な反応を示し、さいとうは体操に腰の運動が一切含まれていないことにクレームを付けた。
- イントロクイズ

企画の元となったイントロクイズ。このクイズは中井・芸人チームとモー娘(嗣永含む)チームの対抗戦。答えがわかった人は走ってマイクの元へ行き曲名を解答。正解で1点、歌ったり踊ったりして場を盛り上げた場合はさらに1点加算される。
- 競技その壱 前へ前へバンジーランゲーム

ここから大運動会本戦となる。バンジーゴムを腰につけた状態で力の限り前へ前へ進み、手持ちの布製キューブをコース中央のマジックテープのベルトにくっつけ、付けた位置により1～5ポイントを獲得する。付けた位置がスタート地点から遠いほど高ポイント。制限時間1分以内であれば何度でも挑戦可能だが、タイムアップ時にキューブがベルトについていない場合は0ポイント。各チームの男性メンバーと女性メンバーの一対一による対戦で行われ、女性のバンジーゴムはハンデとして弾性が下げられている。男性には相手チームの女性陣からビニールバットで叩く、炭酸ガスを噴射するなどの妨害も可能。また、相手のキューブをベルトから剥がすなどの対戦者同士による妨害行為も禁止されていない。ただし、さいとうが相手のキューブを投げたが、その後、さいとうが暴走し、｢こっちは○がかかってんだよ(○は人面石くんの効果音)｣と激怒さらに出川哲朗がさいとうの浮気したホテルを言ってしまい｢○○プラザ(○○は効果音)｣で出演者を動揺させた。各組男性で2回、女性で2回行い、総獲得ポイントが一番多いチームが優勝。
- 競技その弐 前へ前へポートボール

ポートボール対決。開催前にジャンケンを行い、勝ったチームがシードとなる変則トーナメント制。出川の口車が猛威を振るった。
- 競技その参 前へ前へ鬼ごっこ

棒を持った鬼チームが、腰に風船を付けた子チームを追いかけ、風船を多く割ったチームが勝利となる。参加していないチームのメンバーが笛を吹いたら攻守交代。制限時間は90秒。笛を吹くタイミングは吹く人の自由裁量となっているが、遺恨を生じないようにある程度平等に笛を吹くことが求められる。総当たり方式で、各組が男女2人ずつ計4人のチームを2つ組み、それぞれのチームが1戦ずつ、計2戦行う（ただし最初から男性が3人しかいない黄組は出川が2戦とも出場、赤組は道重が出場せず(理由不明)嗣永が2戦とも出場）。総獲得ポイントが一番多いチームが優勝。

## 野球モノマネシリーズ
中井さんがやりたかったモノマネを皆さんがシカトせず当てて食べたかった料理を食べるクイズ
時間の関係上、2008年の新春スペシャルで放送できなかった映像。ルールはプロ野球選手の名前が書かれたボードをめくってもらい、出た選手のモノマネを中井が行い、それが誰なのか当てる。10問以上正解で大量生産機械で作った焼きそば、20問以上正解で同様に大量生産機械のドーナツを獲得。
野球モノマネ ミスター赤ヘル＆絶好調男編
中井のモノマネの中でもインパクトがあった山本浩二と中畑清の2人を呼び、中居のモノマネを当ててもらう。
元野球選手が野球モノマネ
山本浩二・中畑清に掛布雅之を加えての野球モノマネ。中井率いる黒バラ野球通メンバーが回答し、全15問正解させる事ができたらご褒美の獲得となる。結果は全15問正解でご褒美獲得となったが、中井家の食卓のお酢ごはんであり「これ罰ゲームじゃないよね」と言われてしまった。
第壱回　野球モノマネベースボール
4週にわたって放送。初回は巨人の小笠原道大がVTRで登場し中井にエールを送った。ルールは中井とゴルゴ松本・増田英彦とC級D級芸人(BBゴロー、360°モンキーズ杉浦、古賀シュウ、木村晃健、タイツ先生)の芸人軍で対決し、プロ野球選手の名前が書かれたボードからモノマネする選手を指定し(ただし中井はハンデとして選手の名前が入っている抽選ボックスの中から選んだ選手のモノマネ)モノマネを行い、それが誰なのか当てさせる。解答者はモノマネが終了するまで待って、解答ボードに「誰のモノマネ」かを記入。1人正解で1点、3人以上正解で2点。全員正解すればホームランで3点。誰にも当ててもらえなかった場合その時点で3アウトとなりチェンジ。出題者は当ててもらった数、解答者は正解数に応じて、寿司を獲得出来る。ゴルゴが相方レッド吉田からの電話で途中退場(本当は次の仕事に行く為の退場)、収録に時間が掛かりすぎ急遽5回で終了に変更などのハプニングもあったが、結果は21対18で中井軍が勝利した。
がんばれ日本代表コーチ山本浩二さん勝手に大壮行会
3週に渡り放送。プログラム其の参『浩二さんの好きな物を浩二さんと一緒においしく食べよう』内で山本浩二の好物であるウニドリアをかけて山本浩二と中井・C級D級芸人の『中井ALL JAPAN』が野球日本代表第一次候補選手のモノマネを行った。なぜか星野JAPANと関係ない当時阪神タイガースの監督だった岡田彰布がクジから出てきて、ラストバッターの中井がモノマネする事になったりしたが、結果は全員正解しウニドリアを食べることが出来た。
巨人のメンバーと野球モノマネベースボール
巨人のメンバーの皆さんと一緒に野球モノマネで答えてもらうという企画。プロ野球シーズン中の5月、試合終了後に小笠原道大に野球モノマネのVTRを見せるとともに、BUMON式で中井がジャイアンツのマークを書けなかったことが伝えられた。その時、出された宿題を中井が忘れたフリをしているということから、巨人の阿部慎之助・内海哲也・亀井義行・山口鉄也・脇谷亮太・坂本勇人・木村拓也と野球モノマネベースボールをすることになった。
野球モノマネ野球
2009年6月28日から7月19日まで放送。以前スタジオで野球モノマネをした坂本勇人からの提案で、野球モノマネで実際に野球をする企画。嶋、竹山、アンタッチャブル山崎、野球モノマネ要員としてタイツ先生以外のC級D級芸人と神奈月が登場。中井が種田仁のモノマネでのバッティングに苦戦していると、本物の種田が登場しガニ股打法を披露した。種田は他にも山﨑武司や木塚敦志などのモノマネを披露した。
野球モノマネ2010
VS巨人から1年ぶりの野球モノマネ。巨人戦にも出場してくれた大道・篠塚とともにC級・D級芸人のモノマネを当てるチーム戦方式。
中井さんの野球モノマネへの情熱を取り戻してもらおう
余りにも野球モノマネをやりすぎたため情熱を失ってしまった中井さんのためにモノマネの達人（松村邦洋、原口あきまさ、熱中時代の番宣も兼ねて佐藤隆太）のモノマネを当てて情熱を取り戻してもらう。それぞれが行うモノマネ（松村は中井が指名した野球選手とタレント、原口は中井が指名したタレント15人、佐藤はドラフトBOXから選んだ野球選手15人）を当てる。成績が悪かった人はベタなモノマネを全力で3連発の罰。

## ロケ企画
な界陸上2007
2007年8月26日から9月16日まで、2007年世界陸上選手権の期間中から江東区夢の島陸上競技場にて開催。参加資格として過去の放送を含め1分以内でレモンを食べなければならない。「流しそうめん高跳び」「ソフトクリーム幅跳び」「焼き肉100m」に挑戦し、最下位になった参加者はその競技の食べ物が食べられない。
因みにご褒美で「～ヘヴン」絡みで紹介BGMに松田聖子の平成初期に出したシングル曲『All the way to Heaven』を使用。
ピーッ駅員・オリヌ・ピッグ
北京オリンピック開催期間中に放送。応援には2008年の日テレジェニックがついた。
水泳（後半はアイドル水泳大会のような競技）に挑み、勝利すれば水泳後の打ち上げにて料理を食べることが出来る。
東京サマーランドへ遠足
以前「遠足行こうよ」と中井さんの希望に応え童心に戻って東京サマーランドへ遠足しに行った。
主な企画として流れるプールでただただ流れる、流れるプールを逆走して美女を救出ゲーム、スーパーモンキーフロートを使って遊ぶ、1時間に1度大波がくるコバルトビーチでの騎馬戦、スーパースライダー、フリーフォール、そして最後にバーベキューを楽しみ無事遠足を終わらせた。ちなみに黒バラ史上長い9本撮りであったため、次の収録まで3か月も開いてしまった。
また、この企画を最後に良純は2011年11月27日放送分まで約2年間黒バラに出演しなかった。また、レギュラー出演も同企画が最後となった。
フィギュアスケートを滑ろう
黒バラ恒例オリンピック便乗企画。バンクーバーオリンピック開催に合わせみんなでフィギュアスケートに挑戦した。（ただし、初回放送時にはすでにバンクーバー五輪は閉会している。）。
特別コーチとして超A級スケーターの荒川静香（トリノオリンピック金メダリスト）を招き、スケートの基礎知識から滑走、ターン、スピン、ジャンプなどの演技をわずか1時間で教わり、直後に発表会を行った。
具志堅さんのやりたいことをやろう
企画内で具志堅用高が発言した「歴史の勉強をしたい」「木登りがしたい」「米をとぎたい」という願いを叶えるロケ。
序盤は麻木久仁子とともに東京にある幕末の名所で勉強。その後、そこでは具志堅に対し自分の料理だけ来ない上、無銭飲食のドッキリをかけた。
中盤では大井ふ頭中央海浜公園にて木登りを行い、ラストは田町ハイレーンで米とぎと中華料理を賭けたボウリングを行った。
今回は3回目と4回目の間に3週のブランク（東尾修で2週、北島三郎で1週）があった。そのためスタジオ収録は2カ月もなかった。
黒バラオールスターズVS読売巨人軍
野球モノマネ野球で対戦チームを募ったところ、ジャイアンツ主将阿部慎之助から2009年のファン感謝イベントに来てくれるよう依頼され、対決が実現。メンバーは中井、勝俣、嶋、さいとう、ヨシダ（出川）、はなわ、TIM（レッド吉田・ゴルゴ松本）、神奈月、種田。監督には宮本和知。さらにA級アイドルとして亀梨和也も参戦。
試合は時間制限のため3イニング制であった。巨人軍がしっかりと野球モノマネした一方、あこがれの巨人との試合ということで舞い上がり、モノマネを忘れガチ勝負をした結果黒バラチームがリードする展開となり、三回裏には焦った巨人軍がこの試合の後で入団発表を行うはずだった長野久義を急遽代打で投入（背番号7）。黒バラチームからは監督宮本を中心に「まだでしょ！出ていいの？」と声が上がったが、これが長野のジャイアンツでの実質初打席となった。なお、黒バラチームのピッチャーは亀梨であった。結果は3-2で勝利、黒バラチームが日本一（?）となり、終了後には黒バラチームの日本一を祝してビールかけが行われた。
芸能人オールスターB級夏の水泳大会（2011年）
黒バラ夏恒例水泳大会。休養中の中島に代わり森麻季アナが進行。
「体のバランス」をテーマに上半期を進めてきた黒バラにちなみ、A級メダリスト小谷実可子をコーチに迎えてのアーティスティックスイミングやアイドル水泳大会風ゲームに挑戦した。
ブラックバラエティVS読売巨人軍 2011
ジャイアンツが後輩の亀梨ばかりをフィーチャーしていること（Going!Sports&Newsでの特集など）に不満な中井が阿部選手に挑戦状を叩きつけ、2年ぶりにファン感謝イベントでの対戦が実現。メンバーは中井、勝俣、さいとう、出川、岡田圭右、高田延彦、TIM、元野球部のトータルテンボス・藤田憲右、アンタッチャブル・柴田英嗣、佐藤隆太、元横浜高校野球部の上地雄輔、元PL学園高校野球部の上重アナ、ジャイアンツOBの定岡正二、槙原寛己、マネージャーは秋元才加。監督はジャンケンによって上重アナに決定。
河川敷で30分ほど練習後ドーム入り。スタメン発表と巨人軍への宣戦布告を経て4万人の観客の前で対戦（前回と同じく3イニング制）した。
前回敗北の屈辱からジャイアンツは素人相手に本気を出し、初回に7点を奪うも、レッドが加治前竜一に禁止されている盗塁をそそのかし、その結果ルール違反ということでジャイアンツ側から初回の得点を0にするという特例が取られた。
その後3点を奪うも、コーチャーがいない、練習不足などといった不備がたたり得点が伸びず、さらに最終回に連打を浴び3-4でジャイアンツの勝利となった。
中井30代最後のジャイアンツ緊急直撃
中井の40歳になる誕生日を翌日に控えた30代最後の仕事として、ジャイアンツグランプリに登場した篠崎少年とともに東京ドームで優勝マジックがかかった試合前のジャイアンツを直撃。特別に取材エリアを超えてトスバッティング挑戦・フリーバッティング見学や、坂本勇人選手や阿部選手といったジャイアンツ選手とともに下半身クイズ・篠崎少年のモノマネクイズに挑戦。さらに原監督に直撃取材を敢行。原監督の前で篠崎少年の野球モノマネも披露した。
出川と工藤を仲直りしよう
特番で1時間押し（実際はその前の野球中継延長によって、1時間55分押しの0時25分スタート）による「捨て企画」。以前の企画で大ゲンカとなった出川と工藤遥。2人を仲直りするため付き添いの佐藤優樹とともに浅草花やしきを貸し切っての仲直りデートをしてもらう。
デート中では芸能界入りたての2人に対しリアクション芸（とはいうものの、実際には黒バラ流に「カラシとワサビのどら焼きと思いきやカボチャとずんだどら焼き」「落とし穴がセットしてあるふりをしてセットしていない」など出川の想定と違う仕込みをしている）のレクチャーを実施。最初はテレビ的ではない冷めた対応やリアクション芸に拒否反応を示す2人だったが、最後は出川を「100点」と評価するほど交流を深めることができた。
緊急企画 ジャイアンツ日本一祝勝会に突入
1年前のジャイアンツフェスタにて阿部慎之助が「もし優勝・日本一を取ったらビールかけに参加してほしい」と中井に発言。その言葉を真に受けた中井が見事2012年の日本シリーズを制した巨人のビールかけに潜入。報道関係者のエリアとは別のエリアでの取材を許された状態で参加し、原監督を初めとする多くの選手からビールをかけられた。
ブラックバラエティVS読売巨人軍 2012
最早毎年恒例となったファン感謝イベントでの黒バラ軍VS巨人軍とのエキシビジョンマッチ。本気で勝ちたい中井が自らメンバーを見定め、中井、勝俣、さいとう、出川、レッド吉田、佐藤隆太、上重アナの前年メンバーに加え、今井翼、SU（RIP SLYME）、杉浦双亮（360°モンキーズ）、武井壮、片岡安祐美、元木大介、水野雄仁、篠崎少年。監督はジャンケンにより篠崎少年に決定。
降水確率90%という悪天候の中、ランニングをしただけで東京ドームへ。途中で元木が経営するラーメン屋に立ち寄り腹ごしらえ後、東京ドーム入り。特別に貸してもらった打撃練習場にてトレーニング後、前年を上回る4万5000人の前で試合を行った。
試合はいつも通り3イニング制。2回に打線が爆発した黒バラ軍が一挙6点を奪う中、ジャイアンツ軍は気合が空回りし無得点、最終回にジャイアンツ軍が4点を入れるも逃げ切り黒バラ軍の勝利。通算成績を2勝1敗とした。
スタジオではVTRを見ながら黒バラメンバーとジャイアンツの選手が感想を述べ、その後はうな重を賭けたジャイアンツマニアッククイズと野球モノマネを行った。

## レクチャー企画
太田選手にフェンシングを教わろう
騎士道精神が不足しているとして北京五輪で銀メダルを獲った太田選手指導の下、フェンシングを教わる。
中井さんは機械オンチを卒業できるかな
中井は番組開始当初から超機械オンチであることを告白し、一回もメールをしていないという。（そのため初期のころに携帯操作のレクチャーが行われた。）最近では、ブルーレイを知らない・電子レンジはあるが解凍ができない・デジタルテレビの特徴を知らない…など。それらを卒業するため、同じく機械音痴な良純、紗理奈と一緒に、ビックカメラの店員さんや、家電芸人の土田が、機械オンチをなくそうと家電をレクチャーするも最初のデジタル液晶テレビについてなかなか理解しないため、他の家電製品を紹介するための収録テープが無くなってしまうという緊急事態が発生した。なお、スタジオ内に草彅剛の地デジ推進ポスターを張っていたことから、事件が発生した後の一部地域では放送を自粛し、一部はモザイク画面になっていた。後日、土田と玉袋筋太郎が再び家電を紹介するが、パソコンに曲を録り込んでiPodに入れる所で、土田がパソコンが全くダメな事が発覚。逆に紗理奈が出来るという事で、紗理奈が教える側、土田が教わる側と立場が逆転してしまった。
さらに、3Dテレビが発表されたということで講師に細川茂樹、天野ひろゆき、家電オンチ代表に上原美優、立浪和義を迎え、3Dテレビの講習と「携帯で撮った写真をどうすればいいかわからない」という中井のためにSDカードへの保存からパソコンへの移動、テレビでの閲覧、プリンターでの印刷、そして初めてという赤外線通信での送信をレクチャーした。
A級芸人からリアクションを教わろう
番組で罰を受けてもうまいリアクションをしないことに腹を立てたダチョウ倶楽部が乱入。アツアツおでんや熱湯風呂でのリアクション芸の裏側を披露した。
第2回では「熱いメ」での良純のCCDカメラの使い方が悪いとして出川がCCDカメラをはじめとするリアクション芸を披露した。説明に実際のCCDカメラを使い、水をかけるも、かけすぎてCCDカメラは壊れ。壊れたCCDカメラを弁償することに。次のハテナボックスではヒヨコが登場し、その鳴き声と出演者のやる気のないヒントに出川がキレたため｢限界です｣のテロップとともに終了となった。どら焼きロシアンルーレットでは、他のメンバーがまずそうに見えてまともな中身だったのに対し、出川はタガメだった。タガメを食べる最中にあまりの凄惨さに「2度目の限界です」のテロップとともに終了となった。
中井さんと知ちゃんを健康な生活に目覚めさせる会
いわゆる体の曲がり角であるアラフォーに足を踏み入れている番組MCの2人。（放送当時中井38歳、中島39歳）にもかかわらず不摂生な生活をしている上、中井は常にライブ、テレビ番組とハードなスケジュール。これではいつ体を壊してもおかしくないということで健康的生活に目覚めさせるべく高田延彦プロデュースの足ツボメニュー（足ツボロードと3種（台湾式・中国式・タイ式）の足ツボマッサージ）で健康になってもらう。
2010年の日テレ冬のイベント「汐博」ではこの足ツボロードが体験できるスタンプラリーが設置されており、以後も汐博では足ツボスタンプラリーが恒例になっていた。
知ちゃん美人化計画
番組開始から7年経ち、知ちゃんの体型があまりにも変化。一応本人にも改善する気はあるようなので、体型改善グッズやラート、マッサージなどに挑戦してシェイプアップすることを目指す。
スベリ芸上位打線の4人をもっと知って学ぶ会
番組で作ったスベリ芸スタメンの上位4人（1番岡田圭右、2番レッド吉田、3番出川、4番上島竜兵）がなぜ芸能界に生き残っているか、足ツボステージでのスベリ芸披露、未来体型予測、魚ちゃんによる占いを行い、その真髄に迫る。
衰えまくった体を鍛えなおす会
先のジャイアンツ戦で敗北を喫したのは、アラフォー&アラフィフ手前のオッサン達の身体能力が衰えまくっているから。ということで、実際にスタジオに筋トレマシンとトレーナーを呼び、ジャイアンツに勝つために筋力トレーニングを体験してもらう。
恋愛ソングの歌詞から女心を学ぼう
相変わらず女心がわからない中井。女心を理解するには恋愛ソングの歌詞で学ぶのが一番。ということで、過去に恋愛ソングの歌詞を作詞したことがある紗理奈、辺見えみり、杉本彩、小森純がそれぞれ作詞した恋愛ソングの歌詞を解説してもらう。

## トーク企画
中井がMC・進行となり、用意されたお題についてパネラーたちと議論していく。一応中井が番組を進める手はずなのだが、中井の理解力が乏しく話が前に進まなかったり、関連した話題に脱線することから1回の収録で消費されるテーマ数は非常に少ない。また、一部トークでは「ジャニーズ枠」を設けており、中井の後輩ジャニーズタレントを1人呼んでトークを行っている。
結婚についてトークしよう
未婚者・既婚者・離婚経験者といったバラエティ豊かなゲストを集め、自ら「結婚不適格者」と称する中井が抱える恋愛や結婚に関する疑問について答えていく。番組中に流れる曲は、沢田研二の曲を使用している。
第2回からは「ジャニーズ枠」として稲垣吾郎（中井以外のSMAPメンバー出演は初）、北山宏光（Kis-My-Ft2）、滝沢秀明（当時タッキー&翼）、堂本光一（KinKi Kids）、 堂本剛（KinKi Kids）が出演した。
ちゃんとした大人についてトークしよう
結婚トークについて中井があまりにも知識的・思想的・精神的に幼稚だということが証明されたため、「ちゃんとした大人とは何か」をテーマにトークしていく。この回では結婚トークに引き続き稲垣が参加。番組中に流れる曲は山口百恵の曲を使用している。
野球の良さが解らない女性に野球の良さを教える会
これまでの結婚トークにおいて中井が結婚できない理由の一つに「女性は野球の良さをわかってくれない」「野球に関して無関心」という考えがあることが発覚。そこで野球に関して全く知らない・興味がない女性ゲストを呼び、野球マニアゲストとともに野球の良さを説明する。
今回のジャニーズ枠は自身も横浜DeNAベイスターズのファンである今井翼（当時タッキー&翼）が参加。また、野球無関心ゲストにはスザンヌ（当時、夫が斉藤和巳（当時福岡ソフトバンクホークスリハビリ担当コーチ）だった）も参加した。
緊急企画 中澤裕子に結婚の秘訣をねほりはほり聞く会
本来は中澤裕子・NANA（MAX）という中井と同じ「青春時代はアイドル・独身・同世代」な人を集めて結婚トークを行う予定だったが、ブッキング後に中澤が結婚したことを発表。そこで企画を急きょ変更し中澤のなれ初めや結婚生活をベースに結婚トークを行う。
女子中高生アイドルを集めて恋愛トークをしよう
中井が結婚できない事や「小学生レベル」と称される理解力についての原因は「少年時代を男友達との野球に費やし、同世代の女の子と話さなかったこと」にあるということで、現役中高生アイドルグループのFairiesとモーニング娘。をゲストに迎え、今時中学生の恋愛事情などについてトークや歌の披露、ゲームなどの企画を行う。また、緊急企画に引き続きモー娘。OGの中澤と事務所の先輩でもあるNANAが後輩のサポートとして出演。
女性だけを集めてトークをしよう
これまで数多くのトーク・企画を行ったがまだまだ女心が分からない中井。ということで荒療治として女性7人、男性は中井のみでトークしてもらう。
結婚なんてしなくても幸せだぜぇトーク
結婚するかどうか迷い続ける中井に「結婚なんかしなくても幸せ」なYOU・マイケル富岡・遠野なぎこ・大鶴義丹を呼び、いろいろなエピソードとアドバイスを聞いていく。途中からは短い交際期間で結婚した「結婚って最高だぜぇ」という福田萌・石田エレーヌ（現在は離婚）・有村昆が登場しトークバトルを行う。
緊急企画 街の人に中井君の結婚観を聞いてみよう
これまで数多くの人と結婚トークをしてきた中井。しかし、このままではらちが明かないので一般の人に指導を乞うことに。これまでに発覚した中井の結婚観について街の人に率直な意見を述べてもらい、その結果を基にトークを行う。

## スタメンシリーズ
事前に用意された項目（寿司ネタ・人物など）を野球の打順に見立てて組んでいく。（例えば1番であれば打率がいい=よく使う（食べる）、速い=若手といったイメージ、4番ならメイン・大御所といったイメージなど。）
基本的には1番～9番（DH）の9個（テレビスタメンからは+先発・中継ぎ・抑えの12個）を決定するが、どうしても決められない場合は「ピッチャー」「対左用」といった名目で追加可能、また、選択肢の内、チョイスするのに恐れ多い場合は一覧から除外（「名球会」入り、「殿堂入り」名目）することも可能。逆に「助っ人」としてオススメを追加することも可能。
焼き魚ベースボール
家電オンチの中井が最近魚焼き機を買い、焼き魚にはまっているということでスタジオに元祖から最新型、変わり種の9種の魚焼き機を用意。その魚焼き機で焼く魚を決めるべくクイズに挑戦。ルールは事前に山本浩二が15種類+オススメのノドクロを含んだ16種類の魚で1番から9番までの打順を決定。それを山本の発言から推理し同じように決めていく。打順と魚が合えばその魚を好きな魚焼き機で焼いて食べることができる。
東尾修の寿司ベースボール
一時期出ずっぱりだった名球会副会長・山本に代わり、同じく名球会副会長の東尾修を呼び前述の焼き魚ベースボールの寿司版「寿司スタメン」を開催、その前には「球界の勝負師」東尾修年表を見ながら経歴を振り返っていった。
途中からはスペシャルゲストとして愛娘の東尾理子が登場。しかも収録日は夫石田純一との結婚披露宴2日前ということで終始その話題に触れていた。また、87年に起こった麻雀賭博事件についてもやや触れていた。（詳細は当該項目を参照）
サブちゃんと地デジを学ぼう
相変わらず地デジについてサッパリな中井のために「地デジ化応援隊」の北島三郎が登場。改めて地デジについて勉強した後、自身が作曲した「地デジで元気!音頭」を披露した。また、北島のこれまでの経歴を紹介したり、歌謡曲の歌手を題材としたスタメン作成を行った。
石田純一の華麗なる生活
東尾修の悩みの種もとい「日本国民の心配」（by土田）な東尾理子と石田純一の結婚。そこで石田本人を呼び、謎の私生活を調べてみることに。
後半はいろいろなアイテム・場所を使っての「女性を口説くベースボールスタメン」の作成と予想に挑戦した。
中井さんが思う存分スタメン決めを語る会
上記のとおり「スタメン決め」の本質を分かっていないゲストが多かったため、改めてスタメンとはなにかを考えるべく、番組が用意したネタからスタメンを構成する。
作られた中でも「できたてお弁当スタメン」は番組内最強とされ、以降の企画でも多数使用されている。
テレビ番組スタメン
史上最強の「できたてお弁当スタメン」に勝るオーダーを組むべく、「スベリ芸人スタメン」、「関西芸人スタメン」、各局のA級番組（「山田君が座布団を運ぶ番組」や「SMAPが料理対決をする番組」など各方面の影響を考慮し遠回しな言い方になっている。）で組む「A級番組スタメン」、「ジャニーズ個人名スタメン」を組む。
難しいお題でスタメンを組んでみよう
スタメンを組むと物事の関係性がわかりやすいということから「色やひらがなでは組めるのか」という投書を元に，色、数字、ひらがな、アルファベット、日本の貨幣、トランプのカードという難しいお題で組むことに挑戦する。

## その他企画
食品大量生産祭り
中井に高級な食べ物ばかり食べさせていることがいけないと思ったスタッフが、食品を大量生産する機械を紹介する。一部は実際にスタジオに持ちこまれ実際に稼働し試食する。初期の黒バラに似た内容。
誰が不健康かな?春の健康診断2007
ぶら下がり、肺活量、握力、血圧、体脂肪率、背筋力を測定し誰が一番不健康なのかを決める。
食品機械VSプロ職人早作り対決
料理の自動製造機械とプロの職人が同じ料理を作った場合、どちらが速いかを競う。
ソバの速茹で機の際は日テレの近所にあるソバ屋の出前と競ったが、そのソバ屋はあらかじめ出前用に速く作れるシステムが確立されていたため敗北した。しかし、意地になった中井が丼物など出演者全員分のメニューを注文しまくり店側もそれに対抗して短時間で配達してきたが、大量注文2度目で店側のミスにより一品足りなかったためようやく終了となった。
その後も麹町界隈のお店はたびたび番組に出演している。
料理を作ろう
中華料理やお弁当など決められた料理を出演者が分担して時間内に作ることを目指す。材料や手順は全て用意されているが、時間内に調理しなければならず、失敗した場合はペナルティがある。また、時間延長オプションとして誰か一人がブラックな料理を食べると時間延長ができる。回によっては助っ人や機械の担当者がアシストすることもある。
時間的にはかなりギリギリなのだが、いつものノリで小芝居や喧嘩を行うため毎回時間が足りなくなってしまう。さらには書かれた手順を無視してかなり危険な調理方法（カボチャスープを作るのに電子レンジを使用、ハンバーグにマヨネーズを入れるなど。主に中井、勝俣が犯人。）を行うことが多い。また、中島の代打で来た菅谷大介アナや機械を持ってきた担当者をいじることにも時間を要している。
中井はBISTRO SMAPのオーナーやドラマ『味いちもんめ』の主演を務めているにもかかわらずキャベツの千切りができない、人が見ていないとズルしたり怠けたりするなどダメ人間っぷりを見せる。
大好きなものはいくらでも食べられるのか?
「大好きな食べ物ならどれだけ食べられるのか?」という疑問に挑むべく、中井は大勝軒のつけめん、知ちゃんはドーナツ、勝俣はポップコーン、さいとうはバケツプリン、ますだおかだ・岡田圭右は柿ピーをそれぞれ自己申告した分だけ食べてもらう。ギブアップも可能だが、ギブアップするには足ツボロードを歩かなければならない。また、高田延彦とギャル曽根で冷奴の大食い対決も行う。なお、この収録は2011年2月に収録され、休養前の中島も出演しているが、東日本大震災による放送延期と配慮のため放送は9か月後の11月となった。
変身メークで女性になってみよう
中井が恋愛できない理由に「女性の外見ばかりにとらわれて本心を理解できない」があることが発覚。そこで中井を含む男性陣にギャル系メイク&ファッションを施してギャルになってもらい女心を理解してもらう。